# DMHC Shinty
De Driebergse Mixed Hockey Club Shinty is een Nederlandse hockeyclub uit Driebergen-Rijsenburg.
De vereniging is opgericht op 18 november 1961. Aanvankelijk waren de velden op het complex van Hogeschool De Horst, maar al gauw werd dit complex te klein, zodat het huidige park Beerschoten-Willinkshof aan de Hoofdstraat werd betrokken.
De naam ‘Shinty’ is afgeleid van de gelijknamige Schotse sport. Het spel ‘Shinty’ heeft dezelfde basis als het Ierse ‘Hurling’ en het Engelse ‘Kappan’ of ‘Bandy’. Allemaal sporten gespeeld op niet vlakke velden, waarbij met een stick en bal (veelal door de lucht) in het doel van de tegenstander gescoord moest worden. Dit veranderde geleidelijk naar Hockey-on-ice. Dat kon in de winter goed worden gespeeld, maar in het voorjaar werd het een probleem. Om die reden is het spelletje verplaatst naar grasvelden. Eerst werd dit gedaan om te oefenen voor de winterperiode, maar al snel ontstond hierdoor het huidige veldhockey en werd het ijshockey verlaten.
Als een van de eerste middelgrote verenigingen heeft Shinty een kunstgrasveld gekregen. In het seizoen 1999/2000 is het naastgelegen tweede kunstgrasveld in gebruik genomen. In 1995 is het huidige clubhuis geopend en in 2009 is het interieur geheel vernieuwd.